# Goma
Pour les articles homonymes, voir Goma (homonymie).
Goma est une ville de l'Est de la république démocratique du Congo, située sur la rive nord du lac Kivu et à 1 500 m d'altitude dans la vallée du Rift, elle est le chef-lieu de la province du Nord-Kivu. La ville est bâtie sur d'anciennes coulées de lave issues de la chaîne volcanique de Virunga, et principalement sur celles du volcan Nyiragongo, situé à 14 km au nord, qui la domine à près de 2 000 m.

## Histoire
En 1894, l’explorateur Gustav Adolf von Götzen suivait les traces d’un missionnaire en provenance de la côte orientale d’Afrique. Pendant qu’il se rendait au Rwanda, il découvre un petit village de pêcheurs appelés Ngoma, ce qui signifie tam-tam en swahili ; par déformation il écrivit Goma. Ngoma devint un poste belge en face de celui de Rubavu (au Rwanda) habité par les Allemands.
Au début, la cohabitation entre ces deux postes n’était pas facile. À un certain moment, les chefs coutumiers du Rwanda, en complicité avec les Allemands, attaquent les Belges de Goma. Ces derniers se réfugient à Bukavu et laissent les envahisseurs occuper la ville. Après des négociations, les Allemands se replient vers le Rwanda et les Belges reprennent leur position initiale comme poste colonial, la ville s'est ainsi développée à partir de 1910, lorsque la Belgique y a établi un centre administratif, et la venue massive des Nande pour des fins économiques. Les colonisateurs venaient d’installer le chef-lieu du district Belge à Rutshuru où vivait l’administrateur colonial. Le chef-lieu passe de Rutshuru à Goma.
En 1923, le Mwami Kahembe Ier Buunda Paul, en froid avec le Chef Kibinda Cya Nyamurara de Byahi, fit appel au guerrier Ruhararamanzi et le nomma Chef de Groupement de Byahi. Le Chef Ruhararamanzi établit son quartier général à Mugunga, nom qui dérive de son ancêtre Mugunga.
La Ville de Goma a été créée par le Mwami Kahembe Ier Buunda Paul, roi de Bukumu, dont faisait partie la ville de Goma encore sous forme de sous-chefferie de Byahi, sous l'autorité du Chef Ruhararamanzi délegué par le Mwami. L'actuelle ville de Goma occupe toute le Territoire qui constituait l'ancienne sous-chefferie de Byahi en Chefferie de Bukumu jusqu'en 1988.
À ce moment-là, Goma reste un poste de transaction lacustre avec Bukavu qui était une ville minière. Plus tard, des villes comme Rutshuru, Masisi, Kalehe et Gisenyi déverseront leurs populations dans Goma, qui sont à la recherche d'un emploi auprès des colonisateurs. C’est en cette période que vit le jour le quartier Birere (un bidonville de Goma) autour des entrepôts, bureaux et habitations des colons. Le nom Birere (littéralement « feuilles de bananier ») vient du fait qu’à l’époque, les gens y construisaient en feuilles de bananiers.
En 1988, Goma est érigée en ville, le détachant ainsi définitivement de l'autorité du Mwami de Bukumu. En 1998, la direction de la Commune de Goma, l'une de deux communes qui constituent la ville de Goma est confiée à l'ancien chef de groupement Kiroko Gakuba Fiston, qui la dirige jusqu'à son remplacement en 2005.
La ville fut la base arrière de l'opération Turquoise organisée en 1994 à la fin du génocide des Tutsi au Rwanda. La ville et ses environs abriteront dans des camps environ 650 000 réfugiés hutus, de 1994 jusqu'à la chute du Zaïre, dont certains supposés anciens génocidaires. Selon des ONG, l'Alliance des forces démocratiques pour la libération du Congo procède à des massacres dans les camps entre 1996 et 1997.
De 1998 à 2002-2003, la ville, sous contrôle du Rassemblement congolais pour la démocratie (RCD) pro-rwandais, échappe au contrôle du gouvernement congolais.
De nombreux viols, massacres et crimes de guerre y ont été perpétrés entre 1996 et 2006 par les troupes des généraux rebelles de la RCD, essentiellement sous les généraux Nkundabatware et Mutebusi.

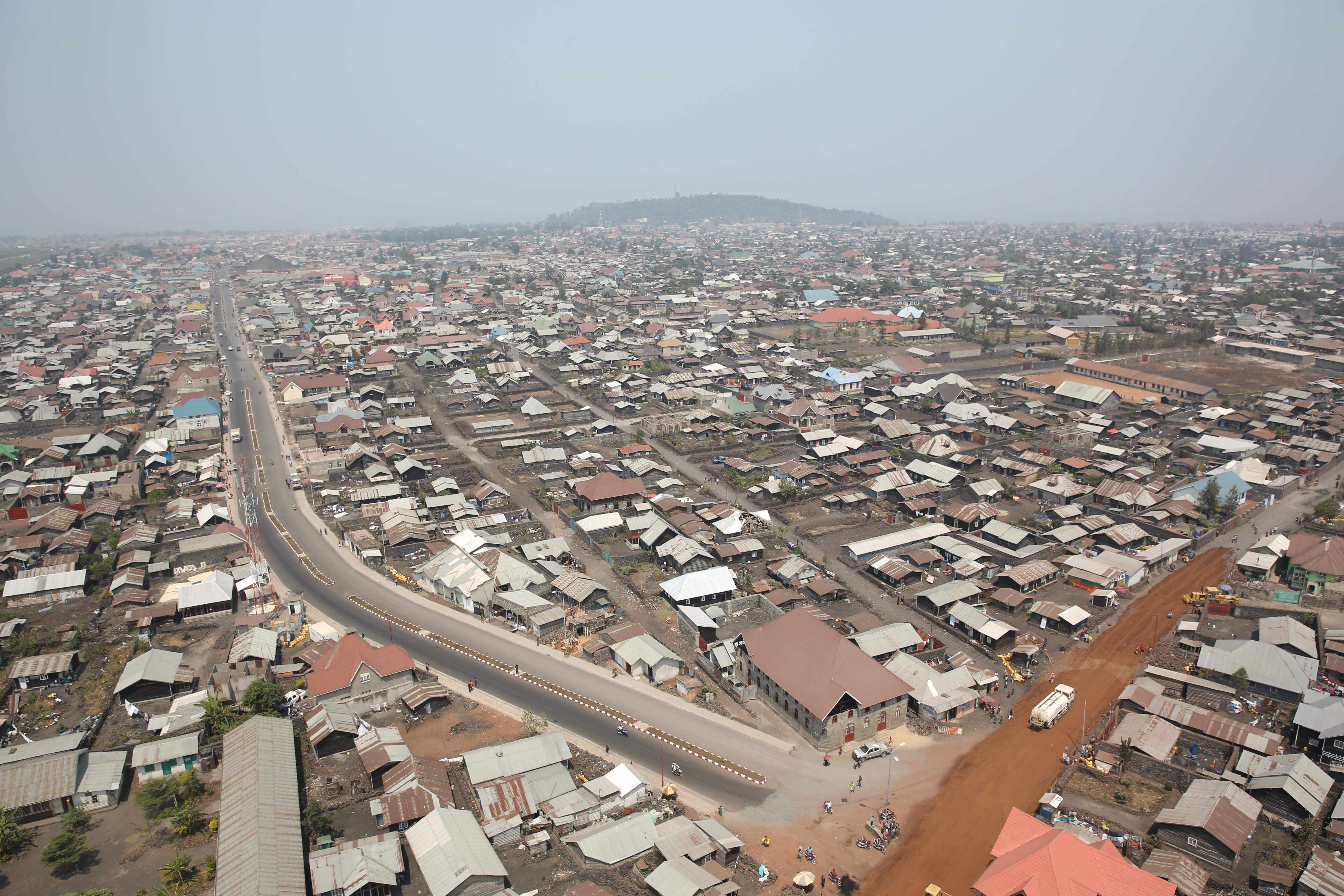
Vue de Goma.

En 2002, le Nyiragongo, volcan situé à environ 14 km au nord, entre en éruption, et une coulée de lave atteint le centre de la ville. La lave n'a pas atteint le lac Kivu fort heureusement, car ce lac est un lac méromictique et un changement brutal de chaleur aurait des conséquences graves, soit possiblement une éruption limnique. Toutefois, la ville est à ce moment en grande partie détruite par la coulée de lave en provenance du Nyiragongo. De nombreux bâtiments du centre-ville ainsi que l'aéroport de Goma sont touchés. Environ 1 250 000 habitants de la ville ont dû fuir et plusieurs centaines de personnes sont mortes ; tandis que de nombreux réfugiés restés sans abri avaient construit des abris d'urgence en bordure des champs de lave.
Débordant de populations fuyant les violences, Goma compte en 2012 plus de 400 000 habitants. Ceux qui ne peuvent pas trouver d'abri remplissent les camps de réfugiés, où l'ONU et les ONG se débattent pour leur fournir nourriture, eau et combustible. Le 22 mai 2021, une grande partie de la population de la ville de Goma avait fui vers Sake, en territoire de Masisi, Rutshuru, et le Rwanda voisin lors de l'éruption du mont Nyiragongo en 2021.

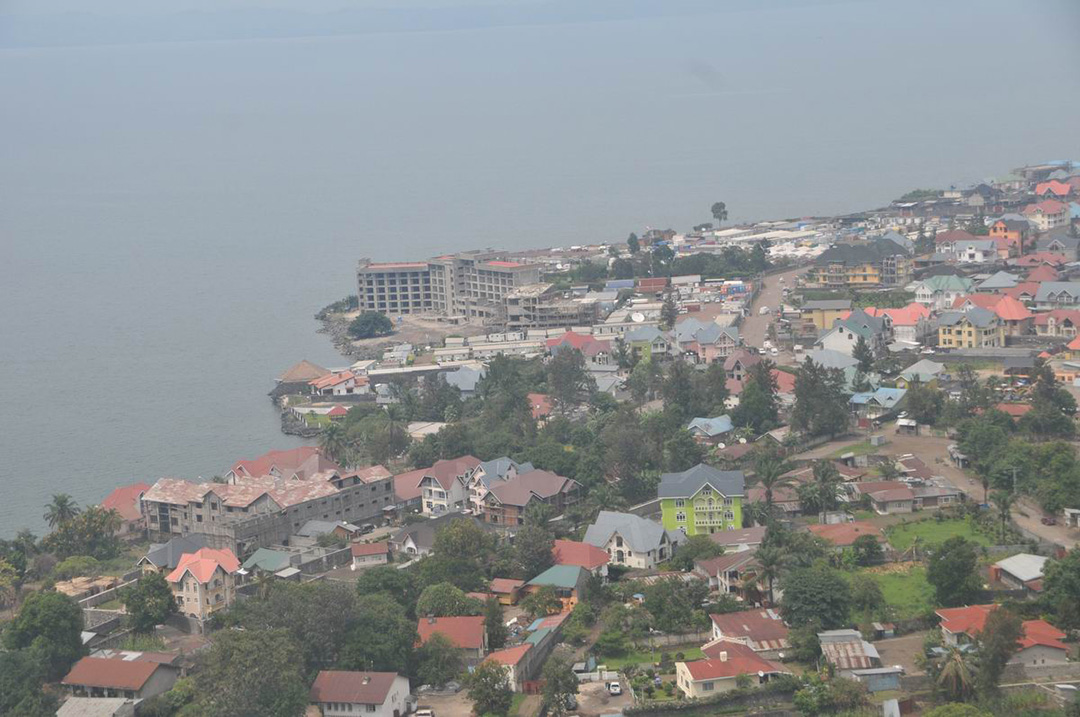
Goma et le lac Kivu en 2013.
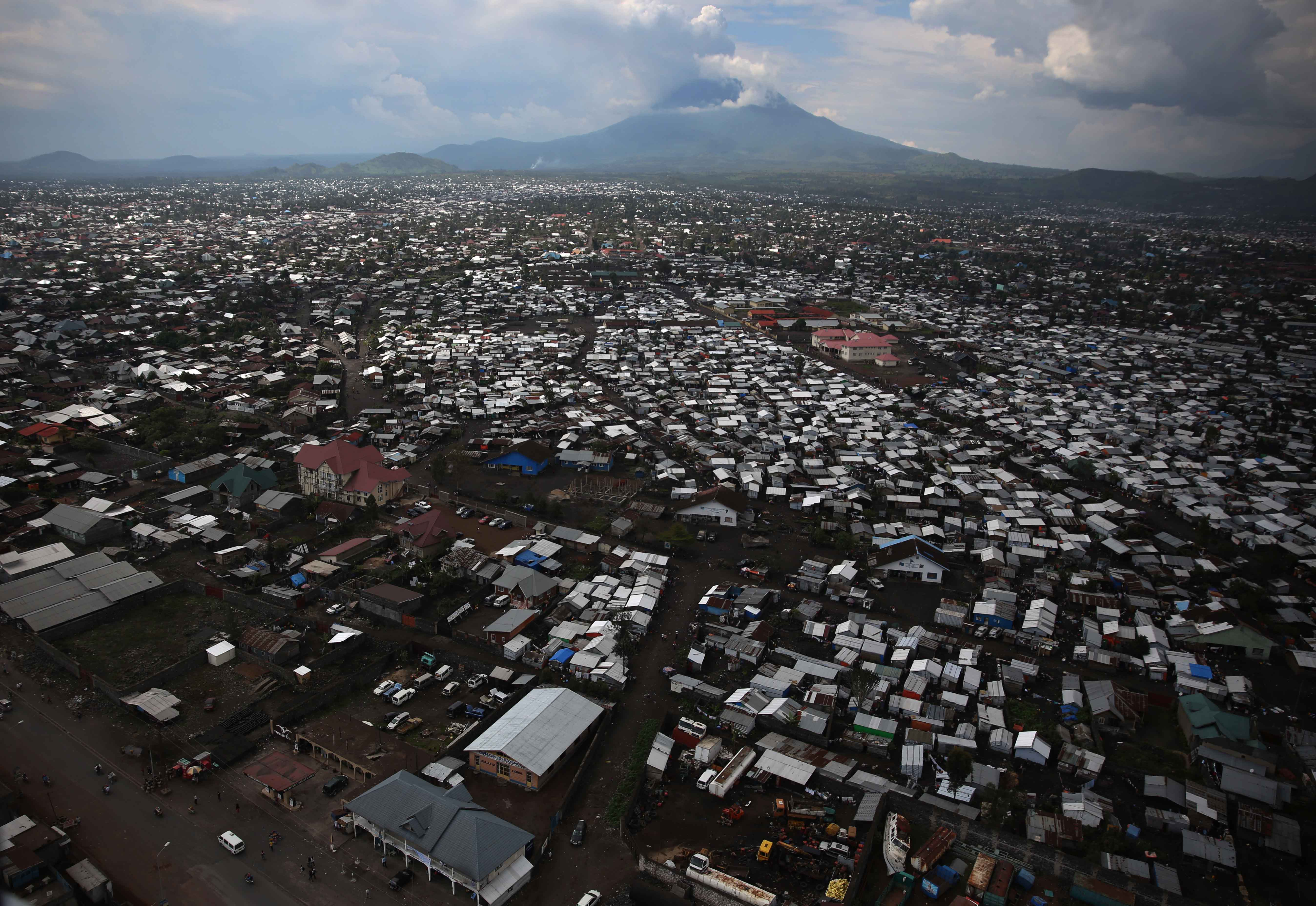
Goma au pied du volcan Nyiragongo en 2015.
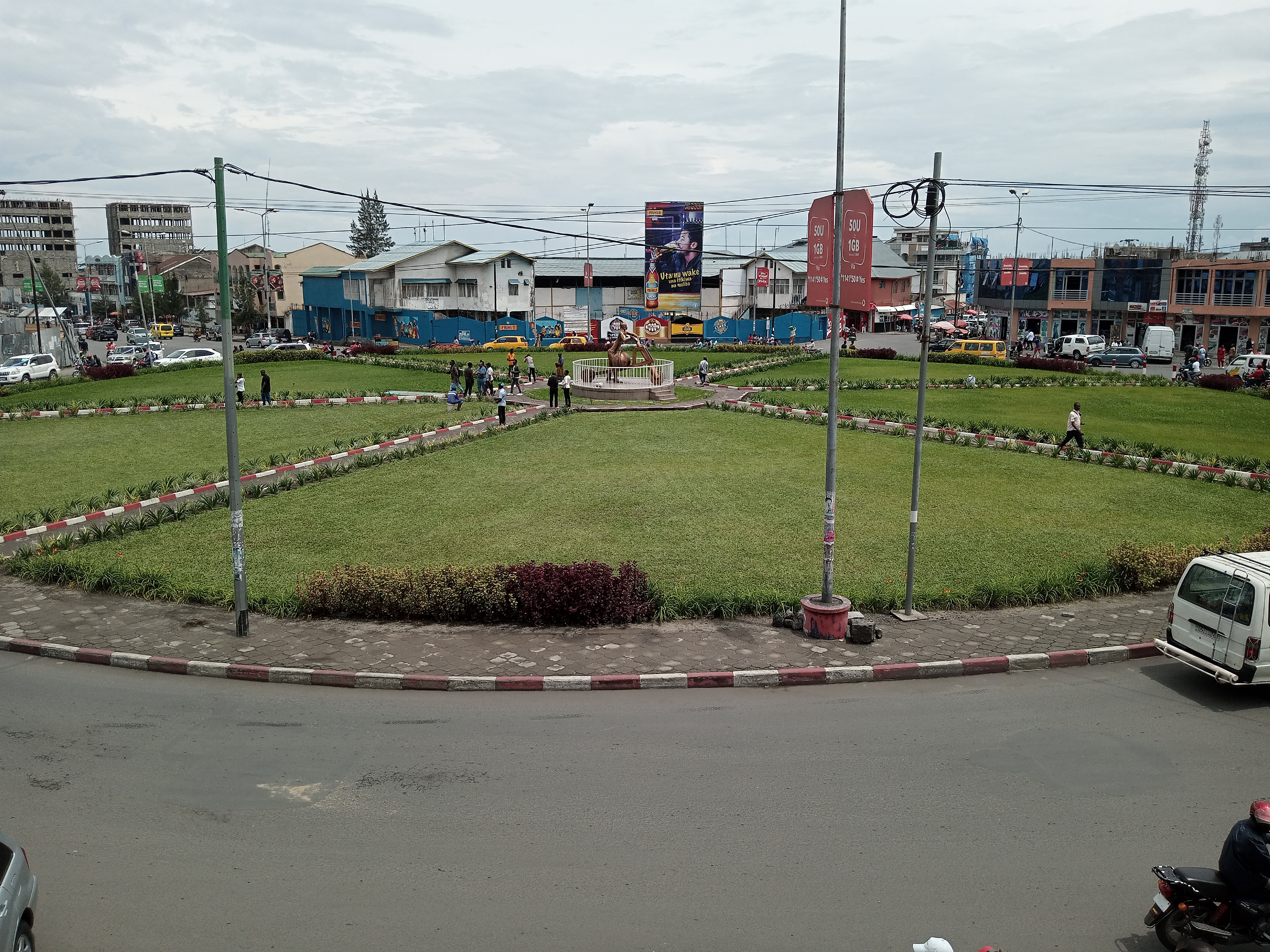
Rond point Tcukudu Goma (Vue de loin)

En août 2023, la répression par les Forces armées de la république démocratique du Congo (FARDC) d'une manifestation interdite contre la présence de la Mission de l'Organisation des Nations unies pour la stabilisation en république démocratique du Congo (Monusco), les forces déployées par la Communauté d'Afrique de l'Est dans le Nord-Kivu, et contre l'état de siège dans la région fait au moins 56 morts,. La manifestation est organisée par Ephraïm Mutumishi Bisimwa, le chef d'une secte appelée « Wazalendo » (« Patriotes » en kiswahili) ou « Agano la uwezo wa neno » (qui se traduit par « foi naturelle judaïque messianique » ou « Foi naturelle judaïque et messianique vers les nations »). Plus de 150 manifestants sont arrêtés et le temple de la secte est incendié par les FARDC,,. Parmi les personnes arrêtées, 140 sont jugées devant un tribunal militaire pour association de malfaiteurs et participation à un mouvement insurrectionnel. Plusieurs militaires de la Garde républicaine (en) sont aussi jugés dans un autre procès pour crime contre l'humanité devant un tribunal militaire. Au terme de ce procès en octobre 2023, le commandant de la Garde républicaine dans le Nord-Kivu, le colonel Mike Mikombe, est condamné à mort pour meurtre. Trois autres membres de la Garde républicaine sont condamnés à 10 ans de prison chacun. En décembre 2024, Amnesty International publie une enquête sur la tuerie et demande que plusieurs officiers haut gradés (dont Constant Ndima Kongba) soient jugés. L'ONG parle de « possibles crimes contre l'humanité ».

### Mouvement du 23 mars

#### Résurgence du M23
Début 2024, le Mouvement du 23 mars (M23) lance une offensive contre la ville de Sake, le dernier verrou sécuritaire à l’ouest de Goma. Les principales voies d’approvisionnement à l’ouest et au nord de Goma sont coupées par les rebelles. Jean-Pierre Bemba, vice Premier ministre, en visite à Goma, assure que l'État protégera la ville, mais la population reste inquiète, alors que trois bombes sont tombées dans la ville en l’espace d’une semaine, provoquant quelques blessés et des dommages matériels.

##### Chute de Goma
A partir du 25 janvier 2025, le M23 et les Forces rwandaises de défense (FRD) affrontent dans les faubourgs de Goma les forces congolaises, les milices locales wazalendo, la Mission de la Communauté de développement de l’Afrique australe en République démocratique du Congo et la Mission de l'Organisation des Nations unies pour la stabilisation en république démocratique du Congo. Dans la nuit du 26 au 27 janvier, la coalition M23/FRD entrent dans la ville de Goma. Les combats font rage dans les quartiers nord de la ville et aux abords de l'aéroport. Des milliers d'habitants fuient leurs foyers, cherchant refuge dans des zones plus sûres ou traversant la frontière rwandaise,. La crise humanitaire s'aggrave de jour en jour, avec des pénuries d'eau, de nourriture et de médicaments qui se font sentir. La ville est plongée dans le chaos, avec des scènes de pillage et de violence qui se multiplient. Les combats se poursuivent pendant plusieurs jours, faisant de nombreuses victimes parmi les civils et les combattants. Le bilan de ces affrontements est lourd : une dizaine de milliers de morts et de blessés sont à déplorer. Le 30 janvier, le M23 contrôle la majeur partie de Goma, attisant une guerre communautaire et économique qui dure depuis trois décennies,.

##### Mise en place d'une administration parallèle
Le 5 février, l’Alliance fleuve Congo (AFC) annonce dans un communiqué la nomination d'autorités parallèles.
Erasto Bahati Musanga, chef des finances de l'AFC/M23, est désigné gouverneur de la province du Nord-Kivu.
Parallèlement, Julien Katembo Ndalieni, est nommé maire de Goma.

##### Incendie de la prison de Goma
Durant les combats la Prison centrale de Munzenze, est le théâtre d'une évasion massive de prisonniers. Un incendie, déclenché par les prisonniers eux-mêmes, cause la mort de 181 personnes : 141 femmes, 28 nourrissons et 12 détenus masculins. Selon un rapport de l'ONU, au moins 160 détenues ont été violées lors de l'évasion. Les auteurs des violences restent inconnus, et la plupart des victimes sont décédées dans l'incendie.

##### Situation humanitaire
En février 2025, la situation humanitaire à Goma reste extrêmement préoccupante. Les combats ont fait au moins plus de 10,000 morts, et les hôpitaux sont débordés par l'afflux de blessés. Les infrastructures médicales sont sous pression, avec des pénuries de matériel et de personnel. Les ONG ont du mal à intervenir en raison de l'insécurité persistante,,.

##### Démantèlement des camps de réfugiés
Le 9 février, les rebelles ont donné un ultimatum de 72 h, aux déplacés pour quitter les camps autour de Goma et retourner dans leurs villages d'origine. Les camps de Bushagara et Kanyaruchinya ont été démantelés juste après la prise de Goma par le M23, et le 14 février, le camp de Bulengo, situé à l'ouest de Goma, était presque vide,. Cependant, les conditions de sécurité ne sont pas réunies, et les déplacés craignent de retourner dans des zones toujours dangereuses. Ce retour forcé se fait sans soutien logistique adéquat, aggravant la situation des personnes vulnérables. Selon Human Rights Watch, Le groupe rebelle M23 a organisé un démantèlement illégal des camps de réfugiés, le droit international interdisant le déplacement forcé de civils, sauf pour leur sécurité ou des raisons militaires, ces actions pourraient constituer un crime de guerre.

##### Aéroport de Goma
Depuis la prise de Goma par le M23, l'aéroport de Goma reste fermé, malgré les appels répétés de l'ONU pour permettre l'évacuation des blessés et l'acheminement de l'aide humanitaire. Cette fermeture complique encore davantage la situation sur le terrain, empêchant l'accès à des soins vitaux et à des ressources essentielles.

##### Répression de la société civile et restrictions des médias
Une enquête de la BBC indique que le 22 février 2025, dans le quartier de Kasika, entre 17 et 22 personnes ont été tués, principalement des jeunes hommes. Les habitants accusent le M23 d'être à l'origine du massacre. Les témoins ont indiqués que les rebelles ont empêché les habitants de secourir les blessés, tirant des coups de feu pour les dissuader. Les résidents du quartier vivent dans la terreur, craignant des représailles s'ils parlent ouvertement des exactions. Les autorités locales n'ont pas communiqué sur le nombre de morts, ni sur leur implication dans ces exécutions sommaires, et il n'y a pas de perspectives d'enquête criminelle indépendante.
Selon une enquête de Human Rights Watch (HRW) publié en mars 2025, depuis la prise de contrôle de Goma, les combattants du M23 ont harcelés des membres de la société civile, menant des descentes dans des maisons, proférant des menaces de mort et de représailles. Le M23 se serait aussi livré à des exécutions sommaires contre des personnes suspectées de soutenir les forces loyalistes. Les journalistes et activistes sont particulièrement visés, subissant des menaces et des détentions arbitraires. Le chanteur et activiste Delcat Idengo a été abattu à son domicile le 13 février 2025, apparemment dans une situation de non-combat. Les nouvelles autorités administratives de l'Alliance fleuve Congo (AFC) ont menacé la société civile, affirmant « faire le ménage » à Goma, ce qui a renforcé les craintes des journalistes et des activistes d'être pris pour cible. Lawrence Kanyuka le porte parole du M23 a aussi expliqué à HRW que des chefs de quartier locaux de Goma et Bukavu étaient emmenés à Bunagana, pour y recevoir une « formation idéologique » dans une base du M23. Les restrictions imposées par le M23 et l'AFC limitent la liberté de mouvement et de travail des journalistes, qui doivent obtenir une accréditation de presse rwandaise ou ougandaise pour accéder aux zones contrôlées par le M23.

## Géographie

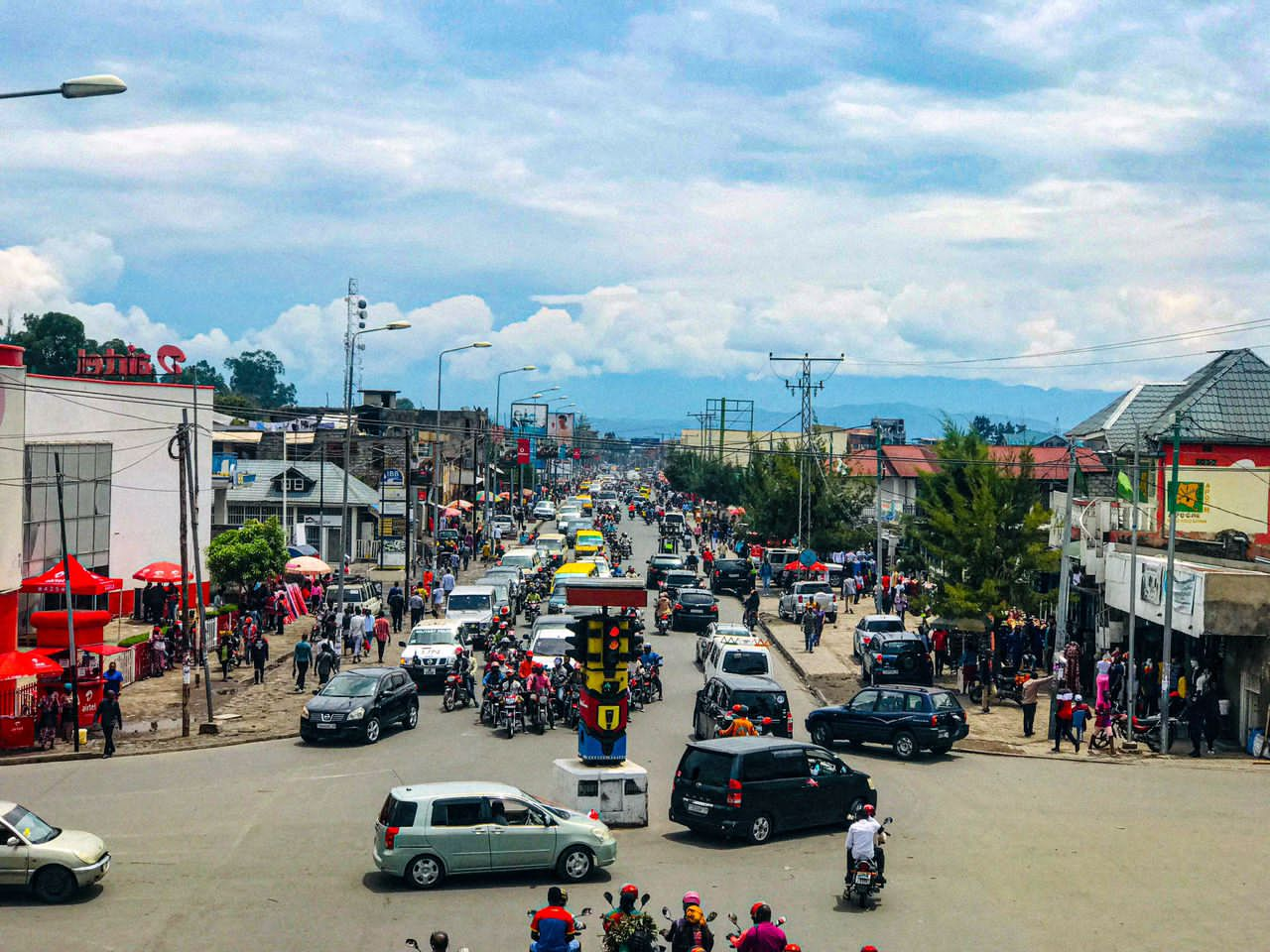
Rond point INSTIGO Goma, avec un ancien robot roulage

La ville doit son nom au volcan éteint autour duquel elle s'est installée, le mont Goma, qui lui-même doit son nom au mot swahili « ngoma » qui signifie « tambour », dénomination due à sa forme et, peut-être, à la résonance particulière des lieux.
Le cratère du mont Goma, envahi par les eaux du lac Kivu avec lequel il communique, abrite le port de la ville fréquenté quasi exclusivement par la navette de fret et passagers entre Goma et Bukavu, chef-lieu du Sud-Kivu.
Ville frontalière, elle côtoie Gisenyi, à l'est, petite ville rwandaise aux plages de mica blanc scintillantes.
| Mois                              | jan. | fév. | mars | avril | mai  | juin | jui. | août | sep. | oct. | nov. | déc. | année |
| --------------------------------- | ---- | ---- | ---- | ----- | ---- | ---- | ---- | ---- | ---- | ---- | ---- | ---- | ----- |
| Température minimale moyenne (°C) | 14,4 | 15   | 12,2 | 15    | 14,4 | 13,9 | 12,8 | 14,4 | 13,9 | 13,9 | 13,9 | 14,4 | 14,03 |
| Température maximale moyenne (°C) | 26,1 | 25,6 | 25,6 | 25    | 25   | 25   | 25,6 | 26,1 | 25,6 | 26,1 | 25   | 25,6 | 25,5  |
| Précipitations (mm)               | 117  | 71   | 102  | 155   | 142  | 51   | 20   | 66   | 140  | 157  | 124  | 112  | 1 257 |

## Subdivisions

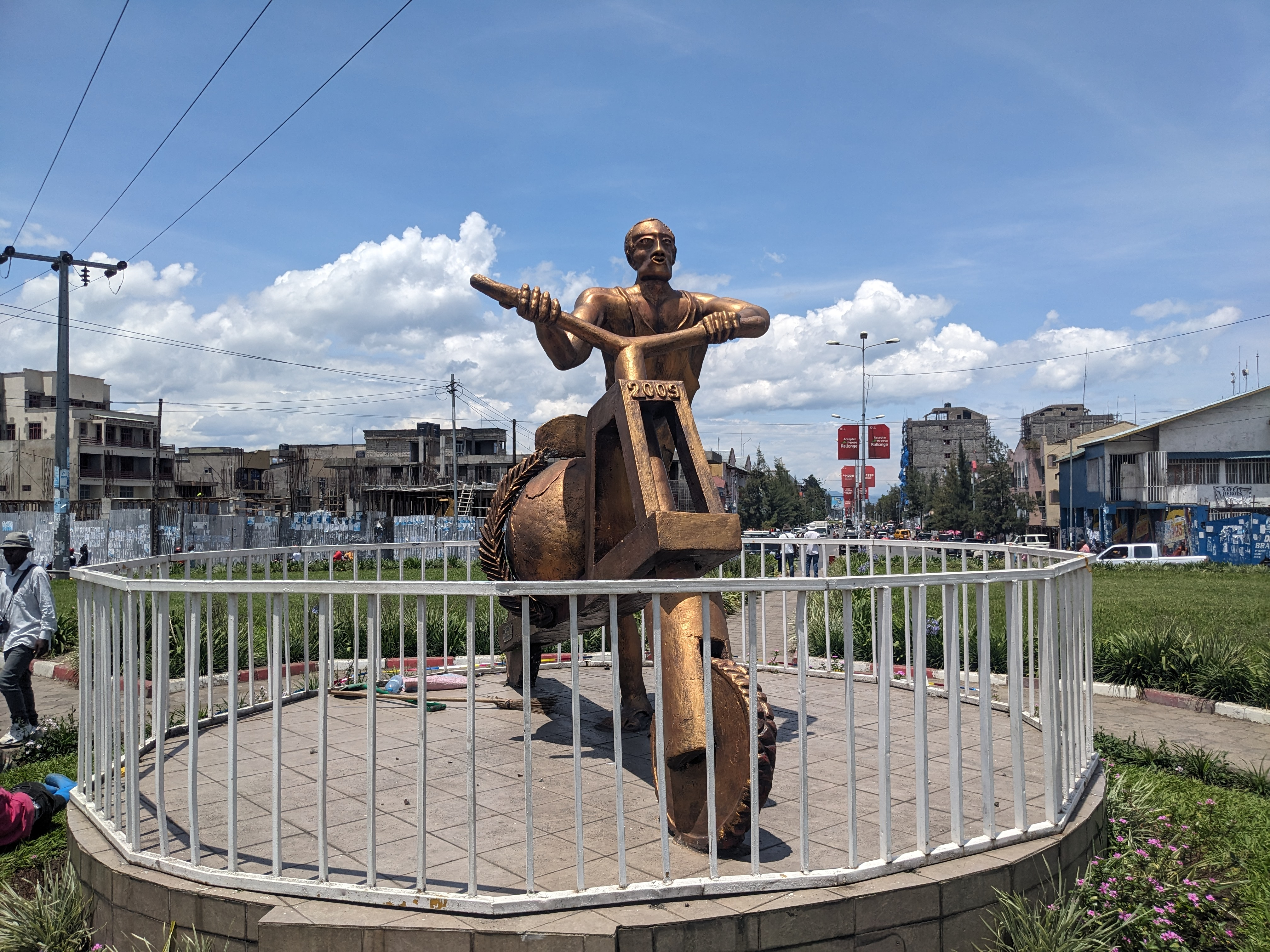
Rond point Tcukudu Goma (Vue de près)

La ville est constituée de deux communes urbaines, divisées en quartiers administratifs :
| Communes  | Population (2016) | Quartiers                                                                                             |
| --------- | ----------------- | --- |
| Goma      | 319 351           | Les Volcans, Mikeno, Mapendo, Katindo, Himbi, Keshero, Lac Vert                                       |
| Karisimbi | 622 105           | Kahembe, Katoyi, Majengo, Mabanga-Nord, Mabanga-Sud, Kasika, Murara, Virunga, Ndosho, Mugunga, Bujovu |
| Goma      | 941 456           | |

## Représentations étrangères
En 2024, quatre pays sont représentés à Goma : par le consulat général du Kenya, les consulats de Belgique et de l'Ouganda, le bureau de l'ambassade de France.

## Culture

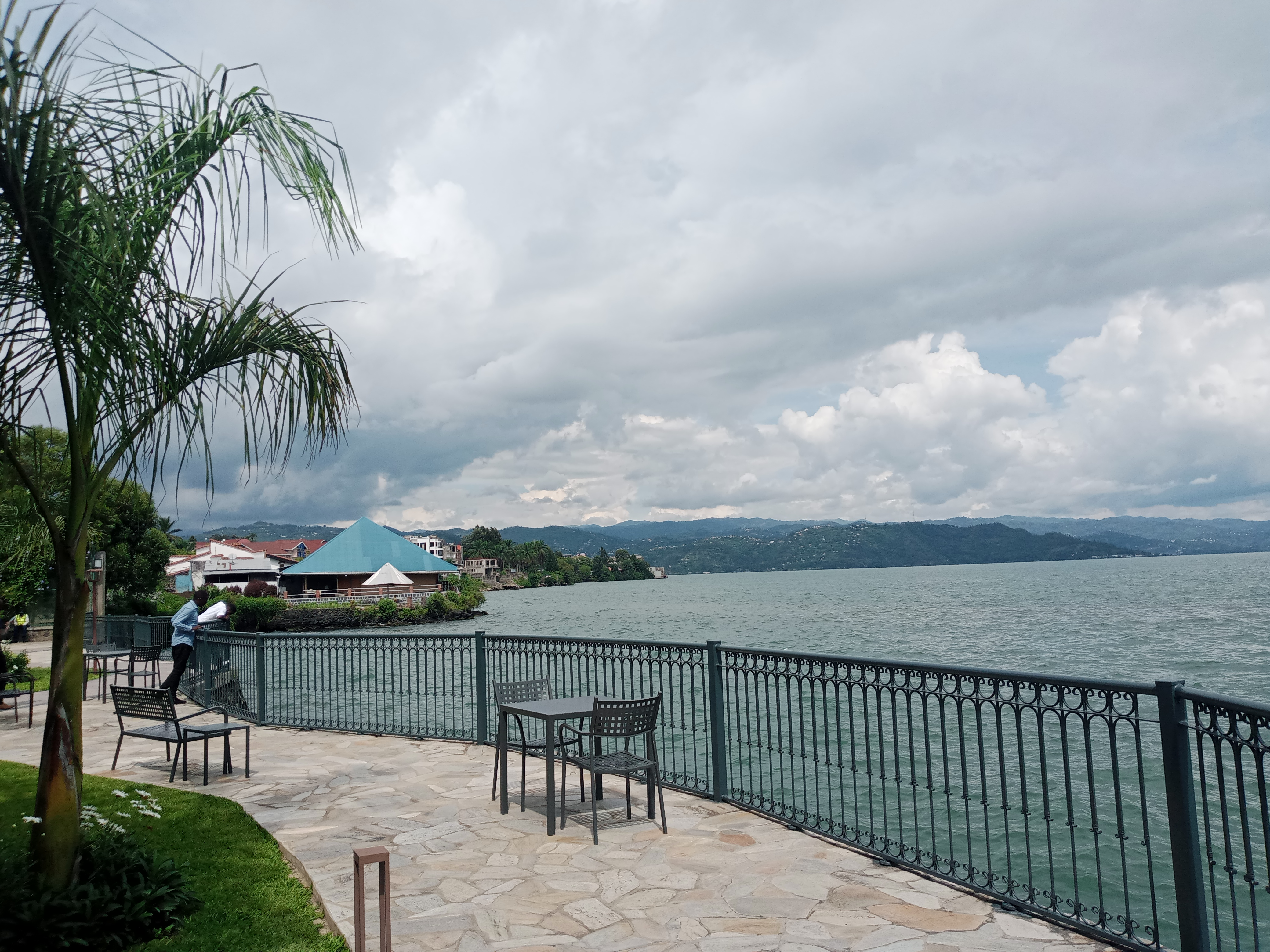
Construction au bord du lac kivu à Goma

Les activités théâtrales étaient très développées dans la ville au cours de la décennie 1970 avec des troupes de théâtre bien organisées comme : AMIKI avec Kembo et Mazingi, CLB avec Tshiaba, Kainos et Robert De Souza, NGOMA avec Mpozayo Jean-Paul, etc. Les spectacles se déroulaient dans la salle du Ciné Palace en ville. L'Institut de Goma organisait aussi une troupe scolaire sous l'impulsion du préfet d'alors Lumaya Ombwel avec des élèves acteurs talentueux comme Robert De Souza dit Kablan ou Gilima alias Detty et Mwamba alias Ringo.

Festival Amani
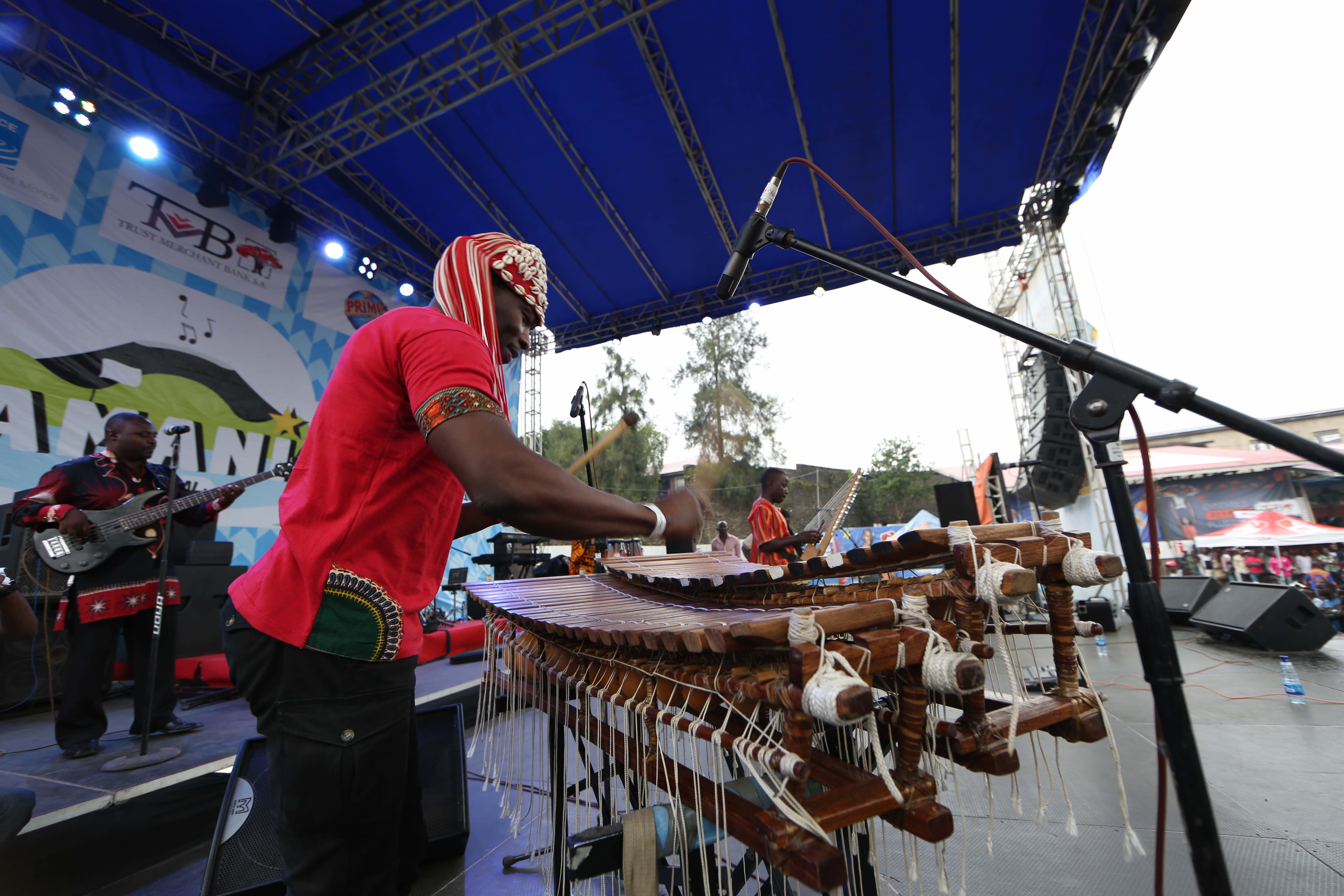
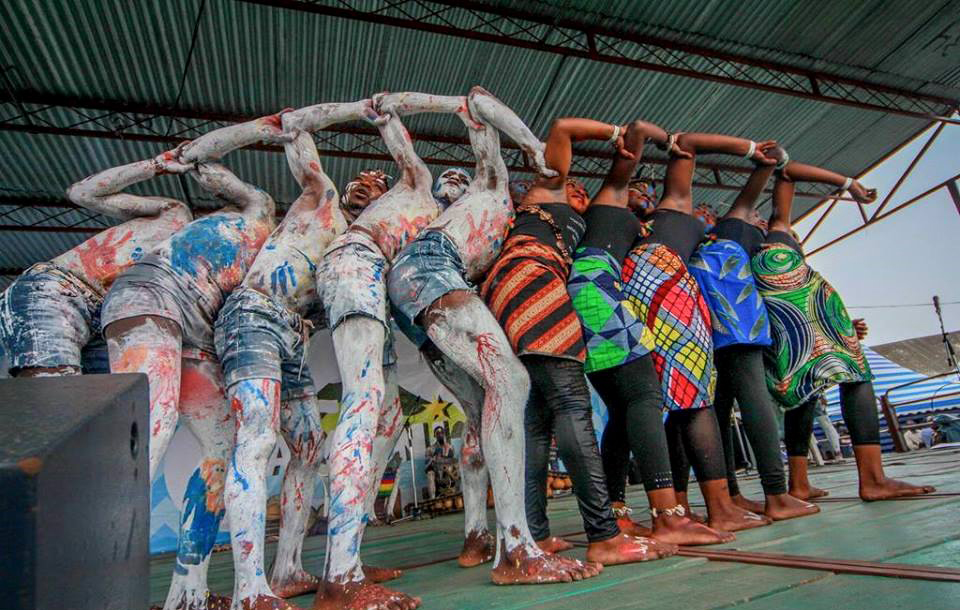
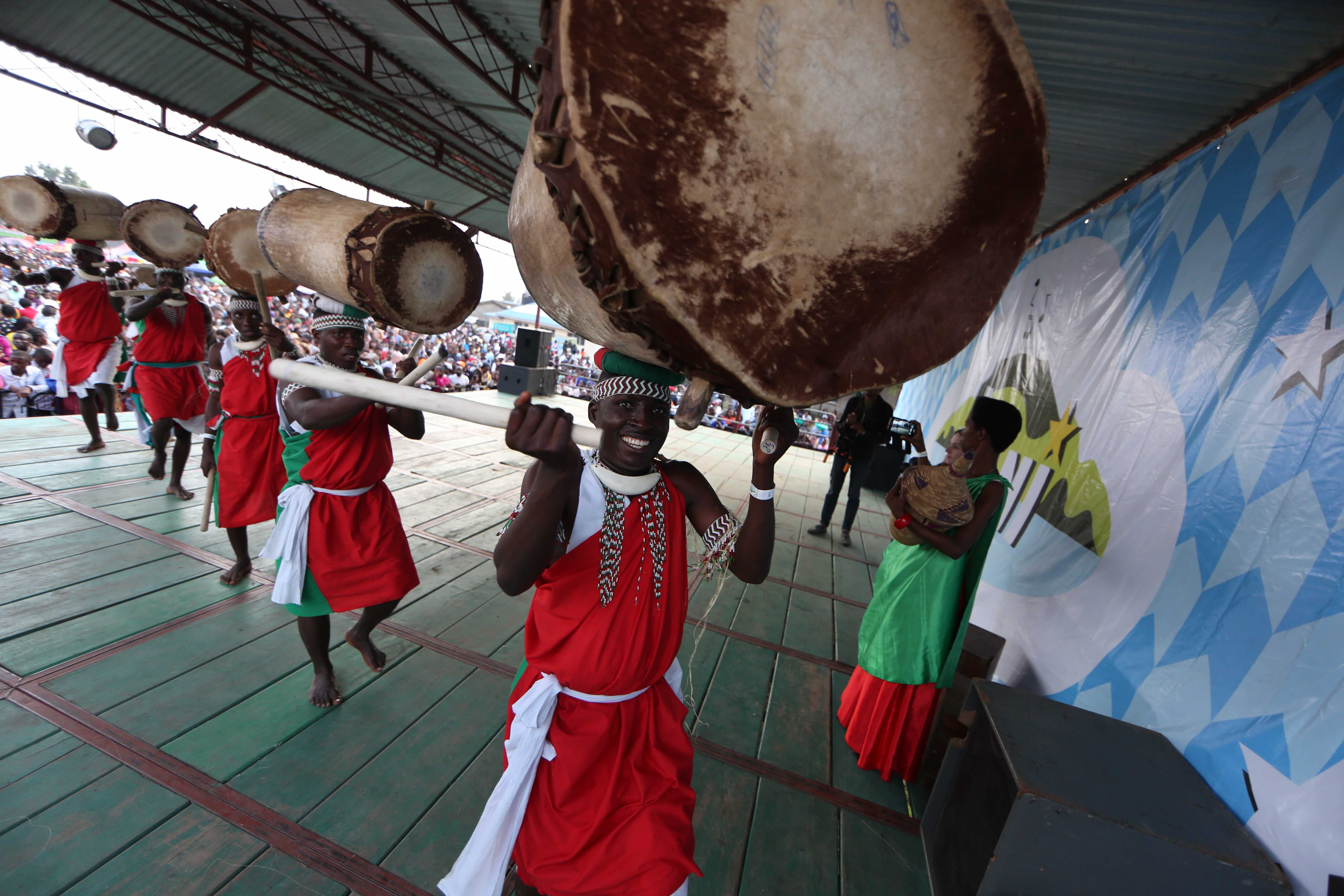
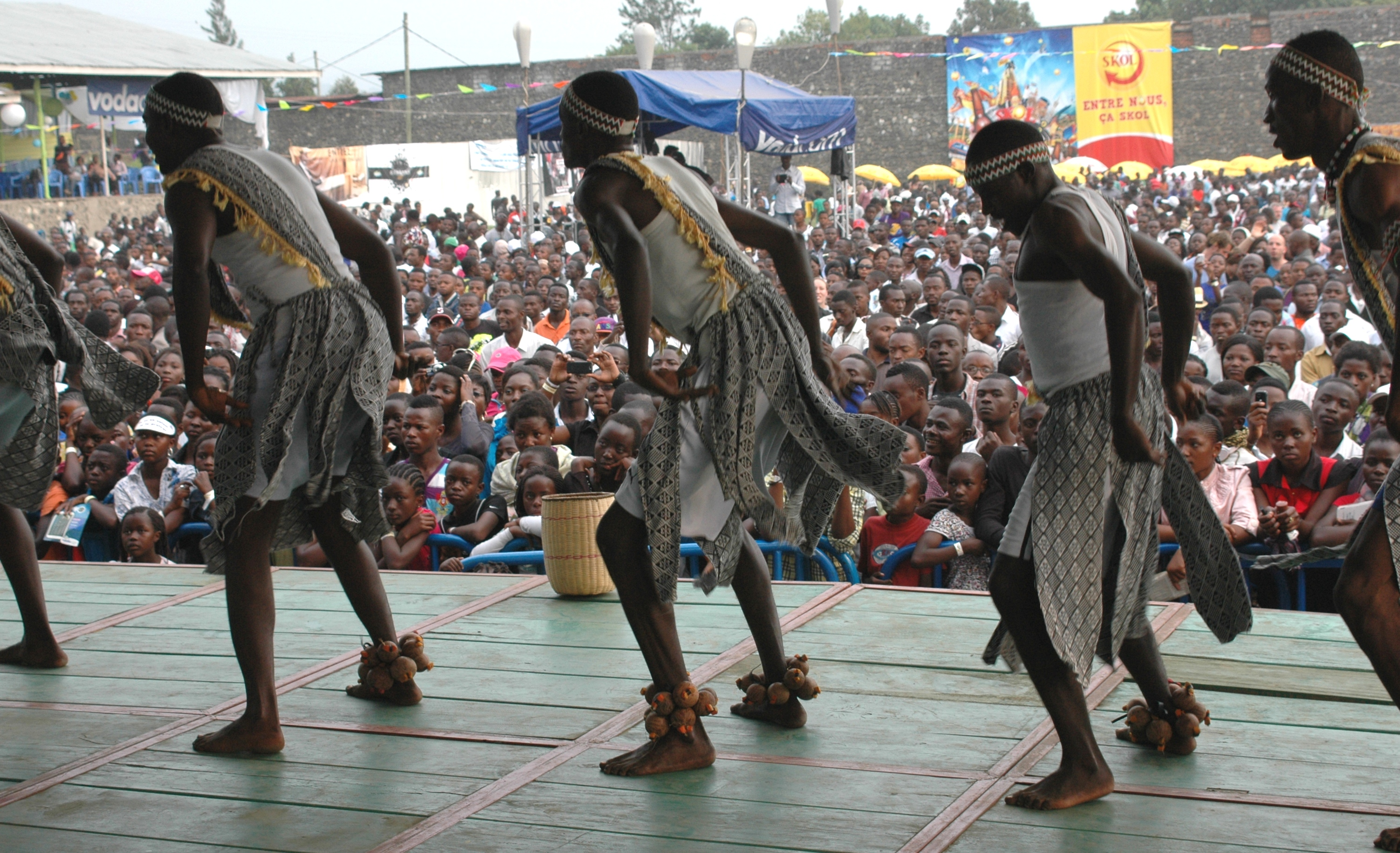

## Transports

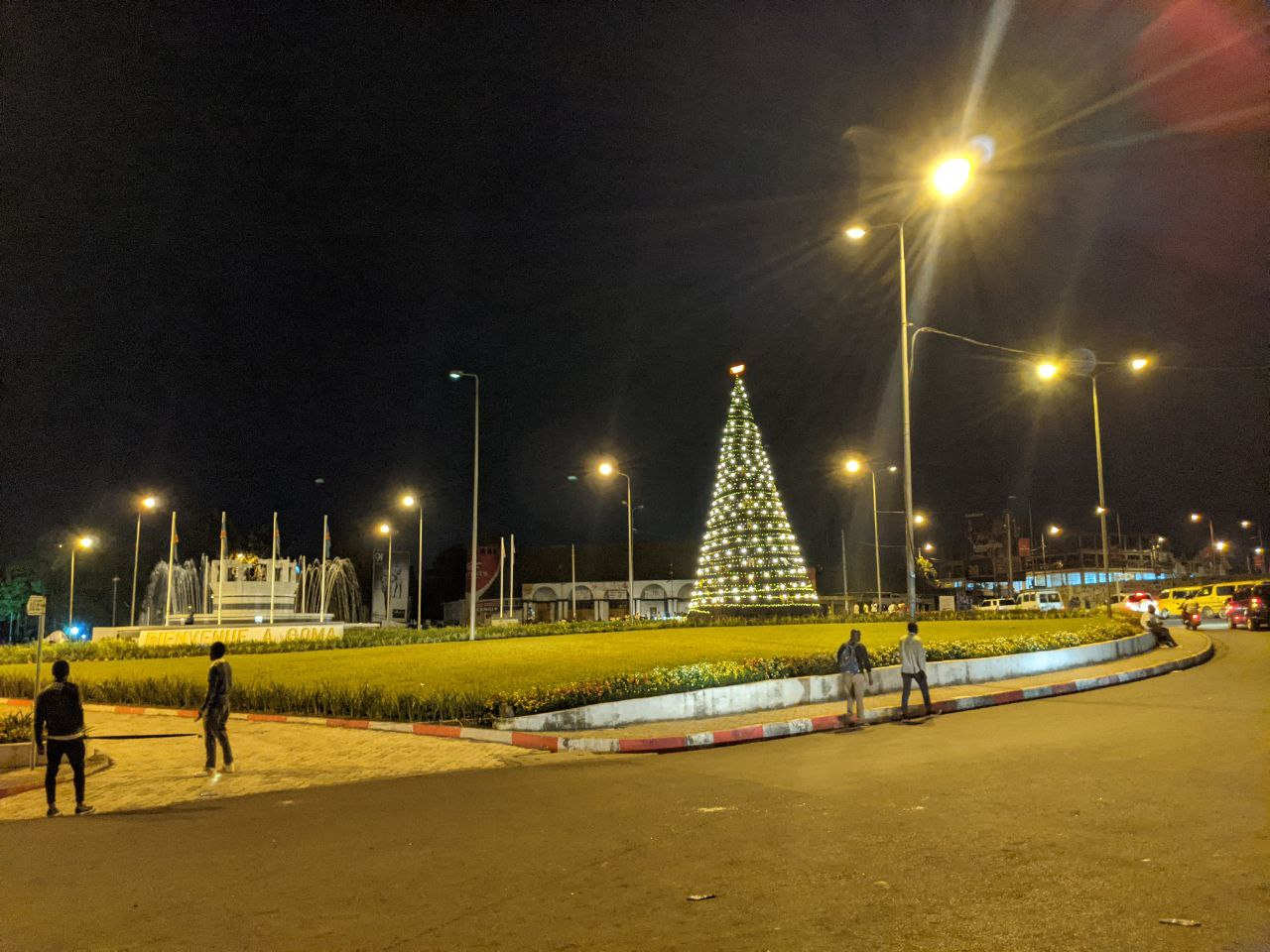
Rond-point BDGL Goma, vue de nuit.

La ville de Goma est reliée par le transport aérien via l’aéroport international de Goma, remplacé souvent par Aéroport de Beni-Mavivi en cas de situation sécuritaire inquiétante. Avec un réseau routier en plein développement avec des artères principales bien asphaltées et secondaires construites en pavés fait en pierres taillées, la Ville possède également plusieurs taxis bus et voiture pour le transport en commun. Elle est reliée à la ville de Bukavu par le port lacustre Bisengimana et aux autres villes de la province (Butembo et Beni) par la route Nationale numéro deux.

## Enseignement supérieur
La ville de Goma compte plusieurs universités et instituts supérieurs dont :
- L'Institut supérieur d'informatique et de gestion fondé en 1992,
- L'université libre des Pays des Grands Lacs fondée en 1991,
- L'université de Goma fondée en 1993,
- L'Institut des techniques et travaux du Congo (ISTTC) fondé en 2012,
- Institut Supérieur de Développement Rural des Grands Lacs fondée créer le 13 du 20 juillet 2006[37],
- Université Catholique la Sapientia de Goma crée en 2011[38],
- L'Institut Supérieur des Techniques Médicales de Goma crée le  27 mai 1999, « ISTM-Goma »[39].
- Institut Supérieur de Commerce de Goma fondé en 1990[40].
- Institut Supérieur des Techniques Appliquées de Goma fondée en 1993[41].
- Institut supérieur des techniques de gestion des affaires de Goma.

## Lieux de culte
Parmi les lieux de culte, il y a principalement des églises et des temples chrétiens : diocèse de Goma (Église catholique), Église kimbanguiste, Communauté baptiste du Congo (Alliance baptiste mondiale), Communauté baptiste au centre de l'Afrique (Alliance baptiste mondiale), Assemblées de Dieu, province de l'Église anglicane du Congo (Communion anglicane), Communauté presbytérienne au Congo (Communion mondiale d'Églises réformées) , Assemblée chrétienne. Il y a aussi des mosquées musulmanes.

## Sports
- L'Association sportive des Dauphins noirs, est un club de Goma évoluant en Linafoot Ligue 1 en 2019-2020.
- Le Daring Club Virunga, est un club de Goma évoluant en Linafoot Ligue 2 en 2018.
- L'Association sportive Kabasha, est un club de Goma évoluant en Linafoot Ligue 2 en 2018.

## Personnalités liées
- Innoss'B (né en 1997), chanteur, rappeur, danseur, et auteur-compositeur-interprète congolais ;
- El Weezya Fantastikoh (né en 1992), chanteur et auteur-compositeur-interprète congolais ;
- Benedict Lombe (née en 1992), écrivaine et dramaturge congolaise et britannique ;
- Christophe Madihano (né en 1995), photographe et auteur congolais ;
- Patient Ligodi (né en 1984), journaliste et entrepreneur ;
- Jonathan Kuminga (né en 2002), joueur congolais (RDC) de basket-ball ;
- Rebecca Kabugho (né en 1994), activiste ;
- Julien Paluku Kahongya (né en 1968), homme politique, ancien gouverneur de la province du Nord-Kivu.

## Environnement
Selon Assumani Hamada, chercheur spécialisé dans les questions environnementales, la pollution croissante de l'eau du lac Kivu, causé par les déchets et les emballages expose la population de Goma à des « risques sanitaires majeurs, tels que les maladies hydriques », et menace la biodiversité, en particulier l'existence du Sambaza, un poisson prisé de la population, dont l'espèce endémique à la région pourrait disparaître si aucune action n'est prise, alors qu'il est aussi victime de pratiques de pêche inappropriées.
Selon le professeur Kennedy Kihangi, la destruction et l'exploitation de la faune et de la flore pour des fins de guerre est un crime international.

« On ne peut pas se servir de l’environnement pour faire du mal à la partie adverse. Eh bien, cette attitude est condamnable. C’est ainsi qu'en 1998, avec le Statut de Rome instituant la Cour pénale internationale ce statut de Rome en son article 08 pose déjà une bonne orientation et dit que la destruction de l’environnement, le fait de diriger des attaques intentionnellement contre l’environnement et causé des dommages à l’environnement, des dommages à caractère durable et étendu, cela constitue un crime de guerre. Et si c’est réprimé comme crime de guerre par la CPI, les auteurs sont poursuivables devant la CPI »

— Kennedy Kihangi
Il met en exergue que, malgré la protection de l'environnement par des instruments juridiques nationaux et internationaux, les crimes environnementaux commis par les belligérants en RDC, n'ont été pris en considération par la justice de RDC, ni les juridictions internationales.